# Liste von Persönlichkeiten der Stadt Goslar

Wappen der Stadt Goslar

Die Liste von Persönlichkeiten der Stadt Goslar enthält Personen, die in der Geschichte der Kreisstadt Goslar des Landkreises Goslar in Niedersachsen eine nachhaltige Rolle gespielt haben. Es handelt sich dabei um Persönlichkeiten, die Ehrenbürger, hier geboren oder gestorben sind oder hier gewirkt haben.
Für die Persönlichkeiten aus den nach Goslar eingemeindeten Ortschaften siehe auch die entsprechenden Ortsartikel.

## Ehrenbürger
- 1823: Ludwig Wilhelm von Uslar

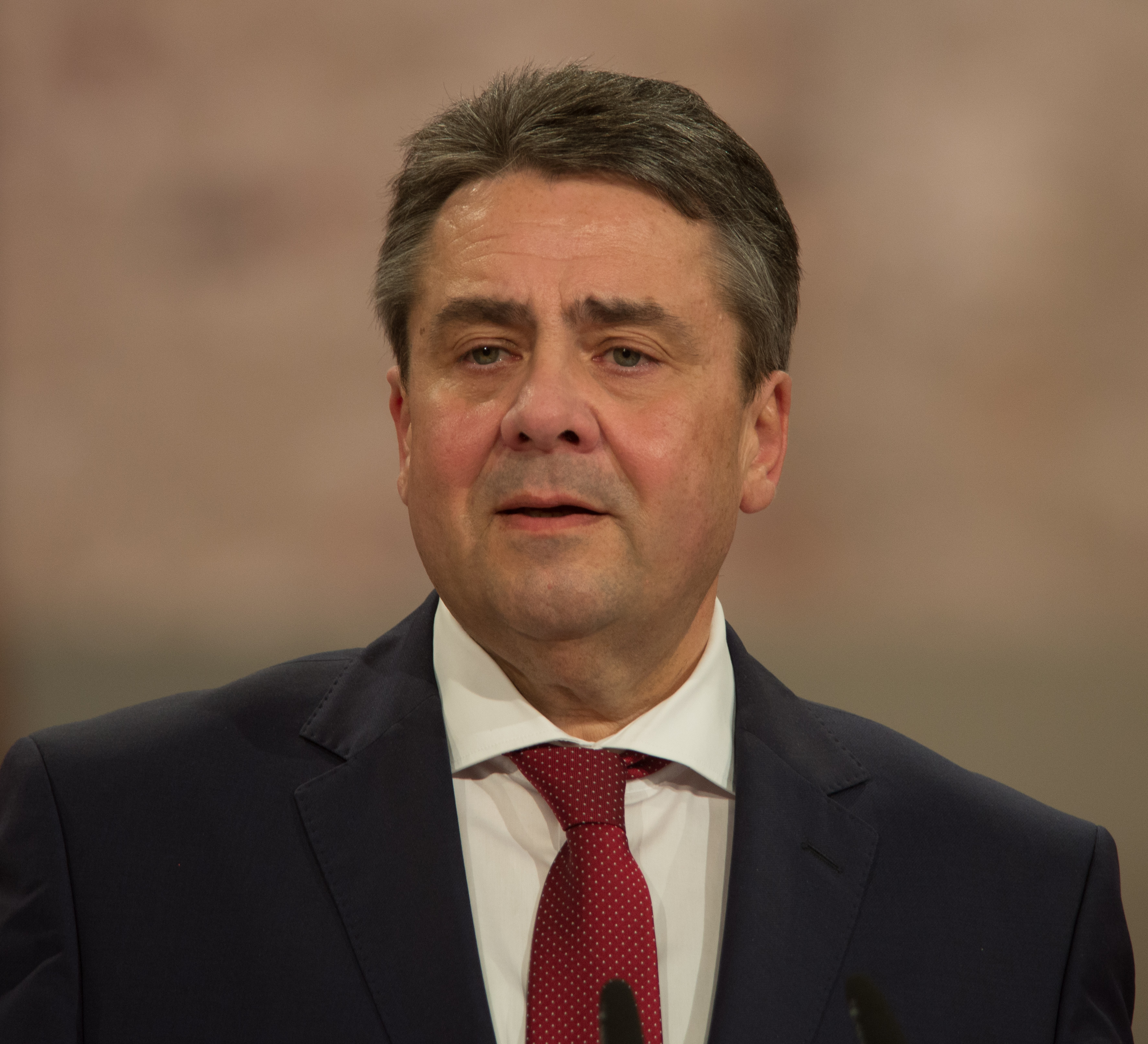
Sigmar Gabriel (2017)

- 1848: Gottfried Carl Friedrich Wiepking
- 1874: Georg Wilhelm Mittelbach
- Carl Reuß (1844–1918), wirkte von 1873 bis 1893 als städtischer Oberförster und sorgte für die Aufforstung der nördlichen Randlage des Harzes bis zum Stadtrand von Goslar; nach ihm ist auch die Reußstraße benannt.
- 1917: Georg von Garßen
- 1934[1]: Adolf Hitler (1889–1945), Reichskanzler (aberkannt 2013)[2]
- 1935: Walther Darré (1895–1953), Reichsbauernführer und Reichsminister für Ernährung und Landwirtschaft (aberkannt 2013)[3]
- 1957: Heinrich Wulfert
- 1961: Walther Adam (1881–1964), Konsul a. D.
- 1972: Otto Fricke (1902–1972), Minister a. D.
- 2000: Peter Schenning
- 2009: Hans-Joachim Tessner (* 1944), Inhaber des Möbeldiscounters Roller sowie der Firmengruppe Tessner.
- 2018: Sigmar Gabriel (* 1959),  Politiker (Vizekanzler, Bundesminister des Auswärtigen), SPD-Parteivorsitzender (2009–2017)

## Söhne und Töchter der Stadt
Die folgenden Personen sind in Goslar oder den heutigen Ortsteilen der Stadt geboren. Ob sie ihren späteren Wirkungskreis in Goslar hatten oder nicht, ist dabei unerheblich.

### Persönlichkeiten des Mittelalters und der Frühen Neuzeit

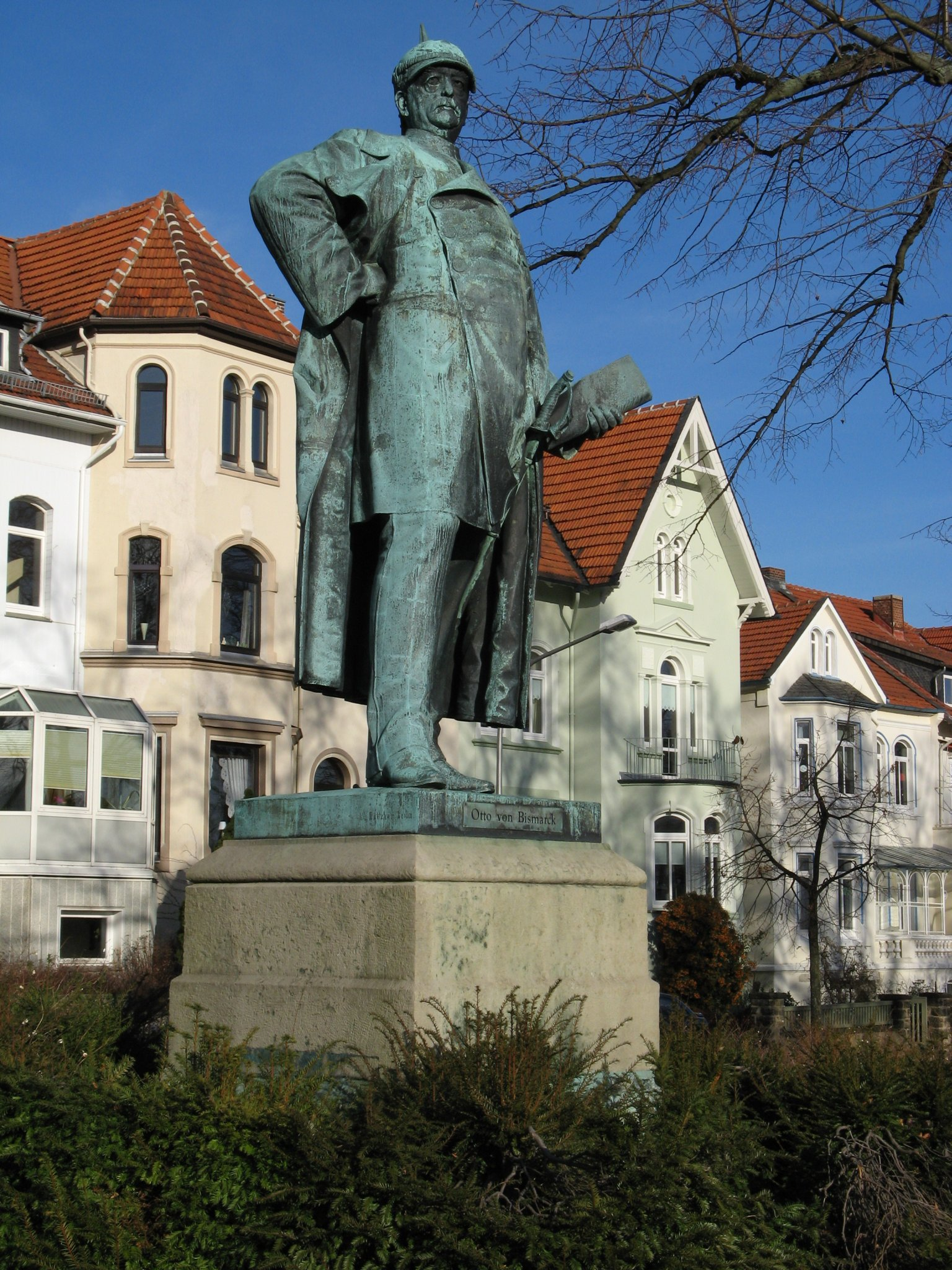
Bismarck-Denkmal am Georgenberg. Bismarck förderte den Wiederaufbau der Kaiserpfalz.

- Heinrich IV. (1050–1106), seit 1056 König des ostfränkischen Reiches und seit 1084 Kaiser, vermutlich in Goslar geboren
- Theodoricus Smedecken (* um 1480–1556), zunächst Kaplan und später Richter, Advokat und Ratsherr (?) in Goslar. Er übersetzte Schriften von Martin Luther ins Niederdeutsche und wurde vermutlich hier geboren.
- Dominicus Dreuer (* 15. oder 16. Jahrhundert; † vor 1568), Hofbediensteter bei Herzog Heinrich dem Jüngeren von Braunschweig-Wolfenbüttel und braunschweigischer Landeshistoriker.
- Jobst Brauns (um 1570–1646), Generalmünzwardein des Niedersächsischen Kreises
- Henning Cramer von Clausbruch (1584–1646), Handelsherr, Diplomat und von 1626 bis 1646 Bürgermeister der freien Reichsstadt Goslar
- Claus Oppermann (1589–1626), Münzmeister zur Kipper und Wipperzeit
- Henning Hans Brauns (1618–1690), Münzmeister
- Hans Siemens (1628–1694), Kaufmann, Achtmann und Stadthauptmann sowie Erbauer des Siemenshauses
- Trineken Kuhfuß († 1644), ist das letzte dokumentierte Todesopfer der Goslarer Hexenverfolgungen zwischen 1530 und 1657, denen 28 Menschen zum Opfer fielen.
- Cathrin Hartmann, Witwe des Curd Hartmann, wurde 1657 der Hexerei beschuldigt, aber mit Hilfe eines Anwalts kämpfte die Witwe um ihr Leben und strengte eine Verleumdungsklage an.
- Johann Georg Trumph (1644–?), Mediziner und Bürgermeister der Stadt Goslar
- Christian Schröder (1655–1702), Hofmaler am Prager Königshof
- Valentin Ulrich Grotian (1663–1741), ostfriesischer Orgelbauer
- Johann Gottfried Rhese (1665–1731), Pfarrer
- Johann Albrecht Brauns (1668–1739), Münzmeister
- Moritz Graf von Sachsen (1696–1750), Feldherr, Marschall von Frankreich und Kriegstheoretiker in französischen Diensten
- Johann Conrad Trumph (1697–1750), praktischer Arzt und Bergphysikus
- Jakob Carpov (1699–1768), Philosoph und Theologe
- Johann Nikolaus Frobes genannt Frobesius (1701–1756), Mathematiker und Philosoph
- Johann Georg Siemens (1748–1807), Jurist und von 1800 bis 1802 Bürgermeister der freien Reichsstadt Goslar und ab 1802 preußischer Kriegsrat

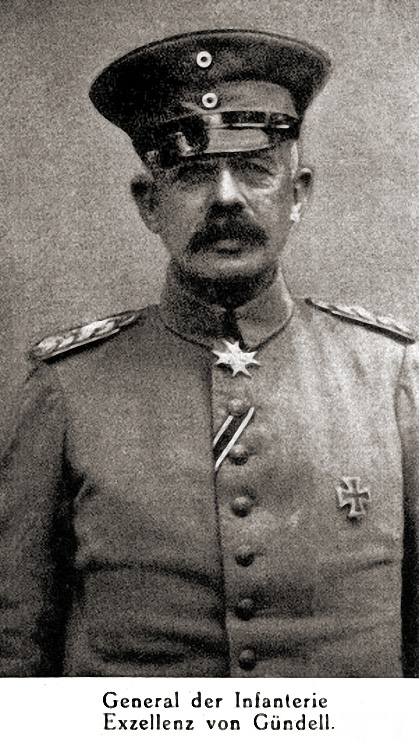
Erich von Gündell (1916)

- Georg Heinrich Henrici (1770–1851), Philosoph sowie evangelischer Geistlicher und Theologe
- Johann Heinrich Sternberg (1774–1809), Mediziner, Pathologe und Hochschullehrer
- Johann Arckenhausen (1784–1855), Zeichenlehrer, Zeichner und Illustrator botanischer und zoologischer Werke
- Philipp Röder (1791–1866), Mitglied der kurhessischen Ständeversammlung

### Persönlichkeiten des 19. Jahrhunderts

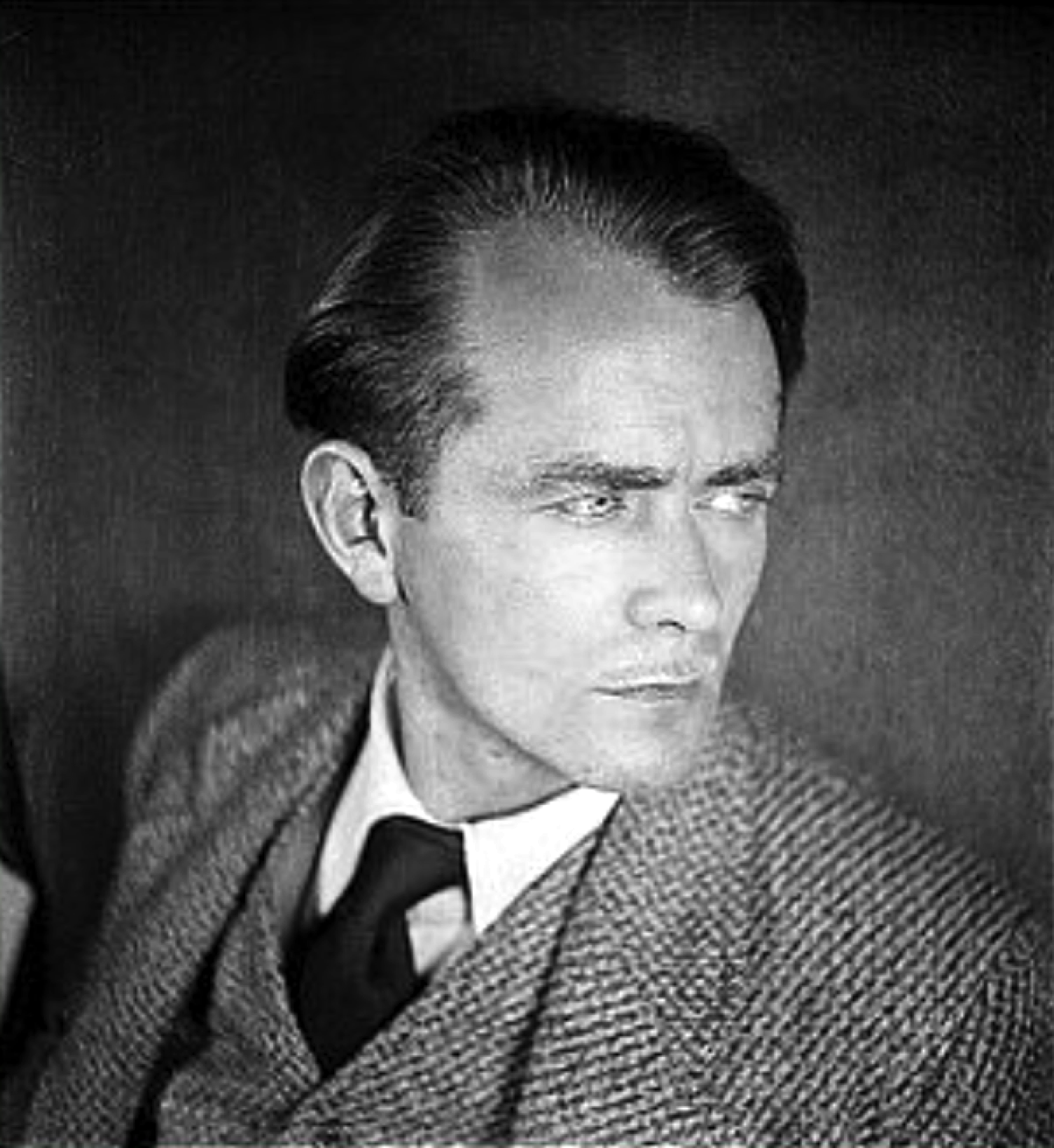
Erich Dieckmann um 1924

- Georg Christian Konrad Hunäus (1802–1882), Markscheider und Geodät
- Julius Alhard Gelpke (1811–1885), deutschstämmiger Schweizer Arzt
- Albert Niemann (1834–1861), Apotheker und Chemiker, Entdecker des Kokains
- Otto von Grove (1836–1919), Eisenbahn-Maschinenbauingenieur, Hochschullehrer, Geheimer Regierungsrat
- Arnold von Einem (1839–1896), preußischer Generalmajor
- Hermann Horn (1850–1918), Fabrikbesitzer, Politiker, Mitglied des Deutschen Reichstags
- Clamor Neuburg (1851–1927), Statistiker und Staatswissenschaftler
- Friedrich Lange (1852–1917), Journalist, Publizist
- Erich von Gündell (1854–1924), preußischer General der Infanterie
- Christian Schrader (1854–1932), Weber, Person der Arbeiterbewegung und Politiker
- Wilhelm Borchers (1856–1925), Metallurg und Rektor der RWTH Aachen
- Ludwig Gattermann (1860–1920), Chemiker
- Wilhelm Hirsch (1861–1918), Handelskammer-Syndikus und Mitglied des Deutschen Reichstags
- Wilhelm Schultzen (1863–1931), Heeres-Sanitätsinspekteur der Reichswehr
- Franz Saxer (1864–1903), Pathologe
- Emil Krause (1870–1943), Schulsenator in Hamburg
- Theda Tappen (1876–1963), Leiterin des Stadtarchivs Goslar ab 1931
- Hans Cassebaum (1884–1952), Physiker und Pädagoge in Lübeck
- Wilhelm Sante (1886–1961), deutscher Politiker, Zentrumspartei und CDU
- Kurt Rißling (1888–1967), Politiker und Oberbürgermeister von Salzgitter
- Carl Borchers (1889–1970), Gymnasiallehrer, Historiker und Kunsthistoriker, Autor und Museumsdirektor
- Adolf Grimme (1889–1963), Intendant des Norddeutschen Rundfunks
- Erich Lattmann (1894–1984), Militärjurist im Zweiten Weltkrieg
- Kurt Ruthe (1894–1980), Pädagoge und Polarforscher
- Alexander Westermayer (1894–1944), kommunistischer Widerstandskämpfer gegen den Nationalsozialismus
- Adolf Wolff (1894–1964), Maschinenbauingenieur
- Erich Dickmann (1896–1944), bedeutender Möbeldesigner des Bauhauses in Weimar und Dessau
- Hans W. Ulrich (1898–1979), Schauspieler, Schriftsteller und Journalist

### Persönlichkeiten des 20. Jahrhunderts

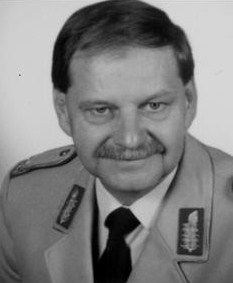
Hans-Dieter Möhring (2015)

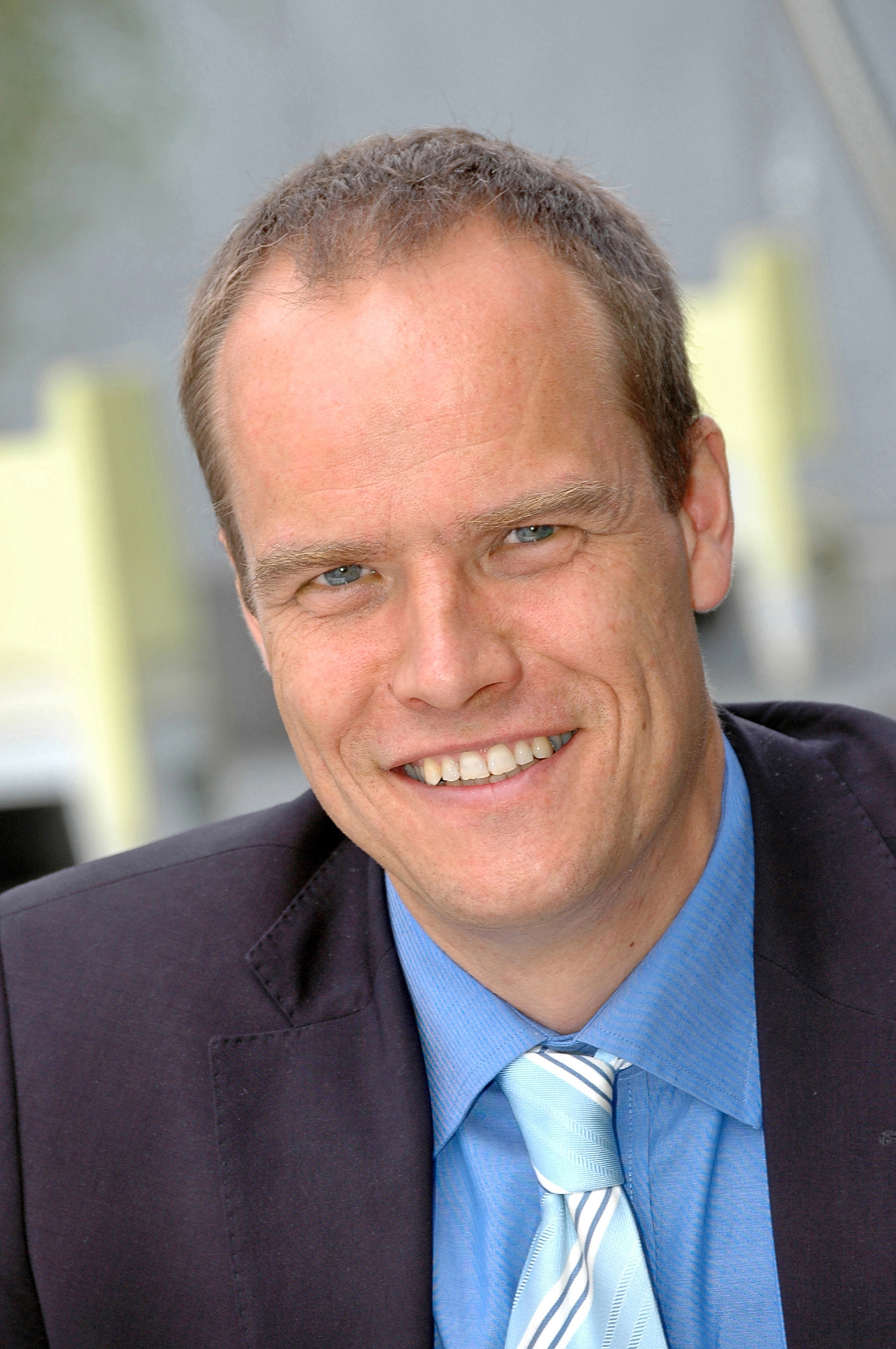
Eckart Würzner (2006)

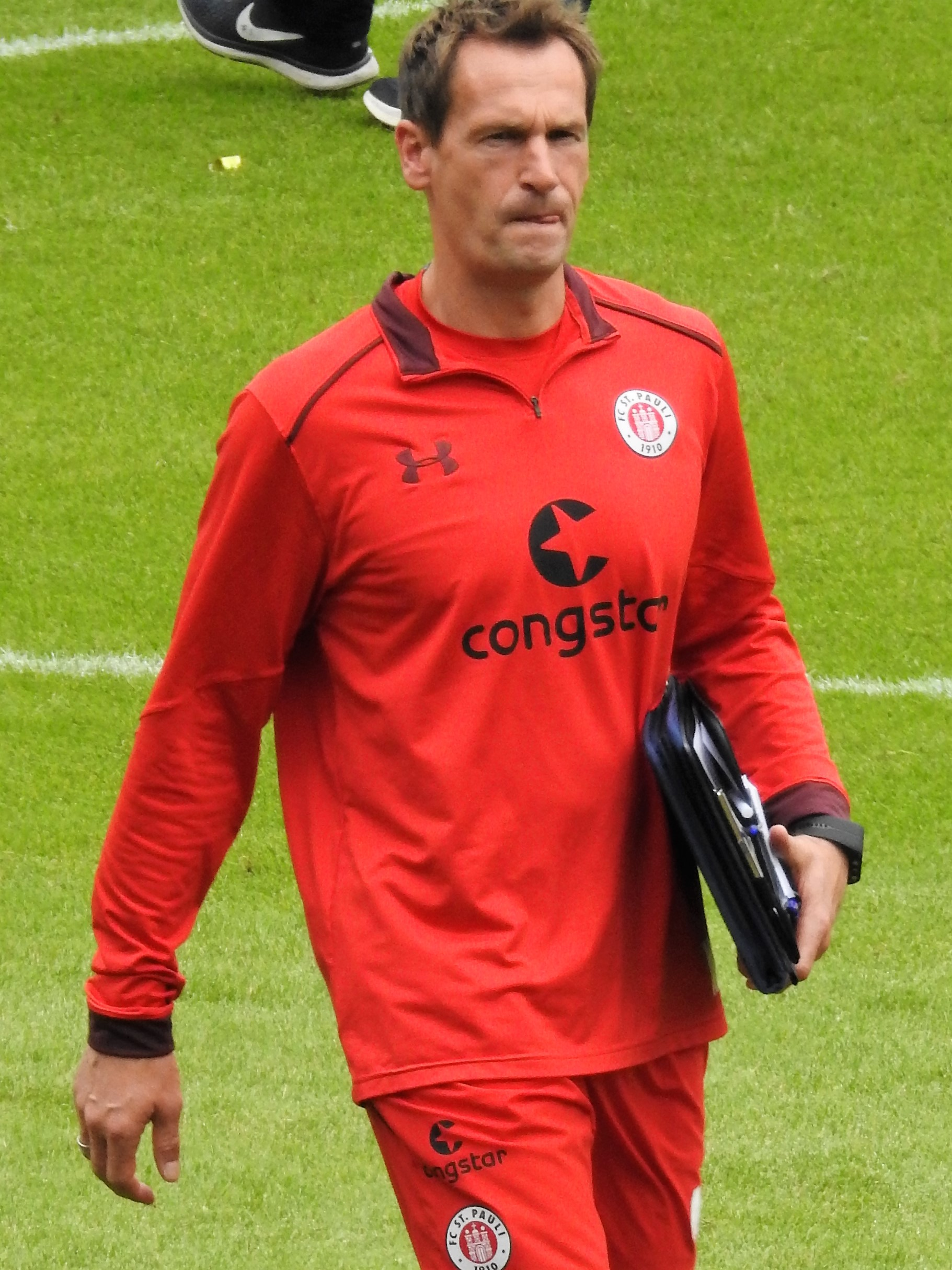
Mathias Hain (2017)

- Ernst-Ludwig von Aster (1902–1986), Jagd- und Tiermaler
- Karl Schulze (1905–1966), Internist und Hochschullehrer
- Ernst Pistulla (1906–1945), Boxer
- Gerhard Cordes (1908–1985), Philologe und Hochschullehrer
- Konrad Kettig (1911–1999), Historiker und Bibliothekar
- Christian Adolf Isermeyer (1908–2001), Kunsthistoriker
- Heinz Günther Guderian (1914–2004), Wehrmachts- und Bundeswehroffizier
- Hans Georg Kmoch (1920–1967), Acker- und Pflanzenbauwissenschaftler
- Hans-Günther Griep (1923–2016), Heimatkundler, Denkmalpfleger und Architekt
- Hans-Albrecht Körner (1926–1990), Politiker (CDU), Mitglied des Niedersächsischen Landtages
- Dieter Zechlin (1926–2012), Pianist
- Joachim Schlüchtermann (1928–2016), Journalist, Politiker, Sporthistoriker
- Eva Bössmann (1929–2020), Wirtschaftswissenschaftlerin
- Horst Kleinkauf (1930–2020), Biochemiker
- Ulrich Niemann SJ (1935–2008), Jesuit sowie Facharzt für Neurologie und Psychiatrie, Psychosomatiker und Hochschullehrer
- Rudolf Bindig (* 1940), Politiker (SPD), Bundestagsabgeordneter 1976–2005
- Fritz Büsching (* 1940), Ingenieurwissenschaftler
- Hermann Max (* 1941), Kirchenmusiker und Dirigent
- Helmut Sies (* 1942), Mediziner und Biochemiker, Schöpfer des Konzepts des "Oxidativen Stresses"
- Detlev Albers (1943–2008), Politologe und Politiker (SPD)
- Hans-Dieter Möhring (* 1943), Brigadegeneral der Bundeswehr
- Karsten Porezag (* 1944), Historiker
- Rainer Wujciak (1946–2017), Politiker und Beamter
- Joachim Biskup (* 1947), Informatiker
- Arpad Bondy (* 1947), Autor, Regisseur und Komponist
- Horst-Wolfram Kerll (* 1947), Diplomat
- Helmuth Schulze-Fielitz (* 1947), Jurist und Hochschullehrer
- Helma Schwarzmann (* 1948), Ausbilderin, Referentin, Wettkampfrichterin und Bundestrainerin im Voltigiersport
- Thomas Darnstädt (* 1949), Jurist und Journalist
- Otmar Heirich (* 1951), Jurist, seit 2004 Oberbürgermeister der Stadt Nürtingen in Baden-Württemberg
- Brigitte Wolf (* 1951), Designerin und Hochschullehrerin
- Volker Bartsch (* 1953), Maler und Bildhauer
- Hans-Martin Gutmann (* 1953), evangelischer Theologe
- Rolf Schütte (* 1953), Diplomat
- Achim Tacke (* 1953), Journalist
- Hans-Joachim Geisler (* 1955), Schwimmer und Olympiateilnehmer
- Friedhart Knolle (* 1955), Naturschützer
- Uwe Hain (* 1955), Fußballspieler
- Wolfgang Cramer (* 1957), Geograph, Ökologe und Hochschullehrer
- Georg Friedrich Hoffmann (* 1957), deutscher Mediziner und Hochschullehrer
- Falko Feldmann (* 1959), Biologe und Phytomediziner
- Sigmar Gabriel (* 1959), Politiker (Vizekanzler, Bundesminister des Auswärtigen), SPD-Parteivorsitzender (2009–2017)
- Reinhard Würzner (* 1959), Mikrobiologe in Innsbruck
- Katja Reider (* 1960), Kinder- und Jugendbuchautorin
- Dagmar Oppermann (* 1963), Juristin, Richterin am Bundessozialgericht
- Urte Schwerdtner (* 1963), Oberbürgermeisterin Goslars
- Regine Schumann (* 1961), Künstlerin, Malerin und Lichtkünstlerin
- Eckart Würzner (* 1961), Politiker
- Christine Wilhelmi (* 1963), Schauspielerin
- Barbara Rohm (* 1966), Fotografin, Regisseurin und politische Aktivistin
- Kathrin Lange (* 1969), Schriftstellerin und Publizistin
- Martin Reichardt (* 1969), Politiker (AfD)
- Ralf Ottmers (* 1970), Travestie-Star „Valetti“
- Christoph Gérard Stein (* 1971), deutsch-französischer Schauspieler
- Mathias Hain (* 1972), Fußballspieler
- Belit Onay (* 1981), niedersächsischer Landtagsabgeordneter, Oberbürgermeister von Hannover, Bündnis 90/Die Grünen
- Aaron Hunt (* 1986), Fußballnationalspieler
- Johannes Hinrich von Borstel (* 1988), Sachbuchautor
- Jolyn Beer (* 1994), Sportschützin
- Marius Kleinsorge (* 1995), Fußballspieler

## Persönlichkeiten, die in der Stadt verstorben sind

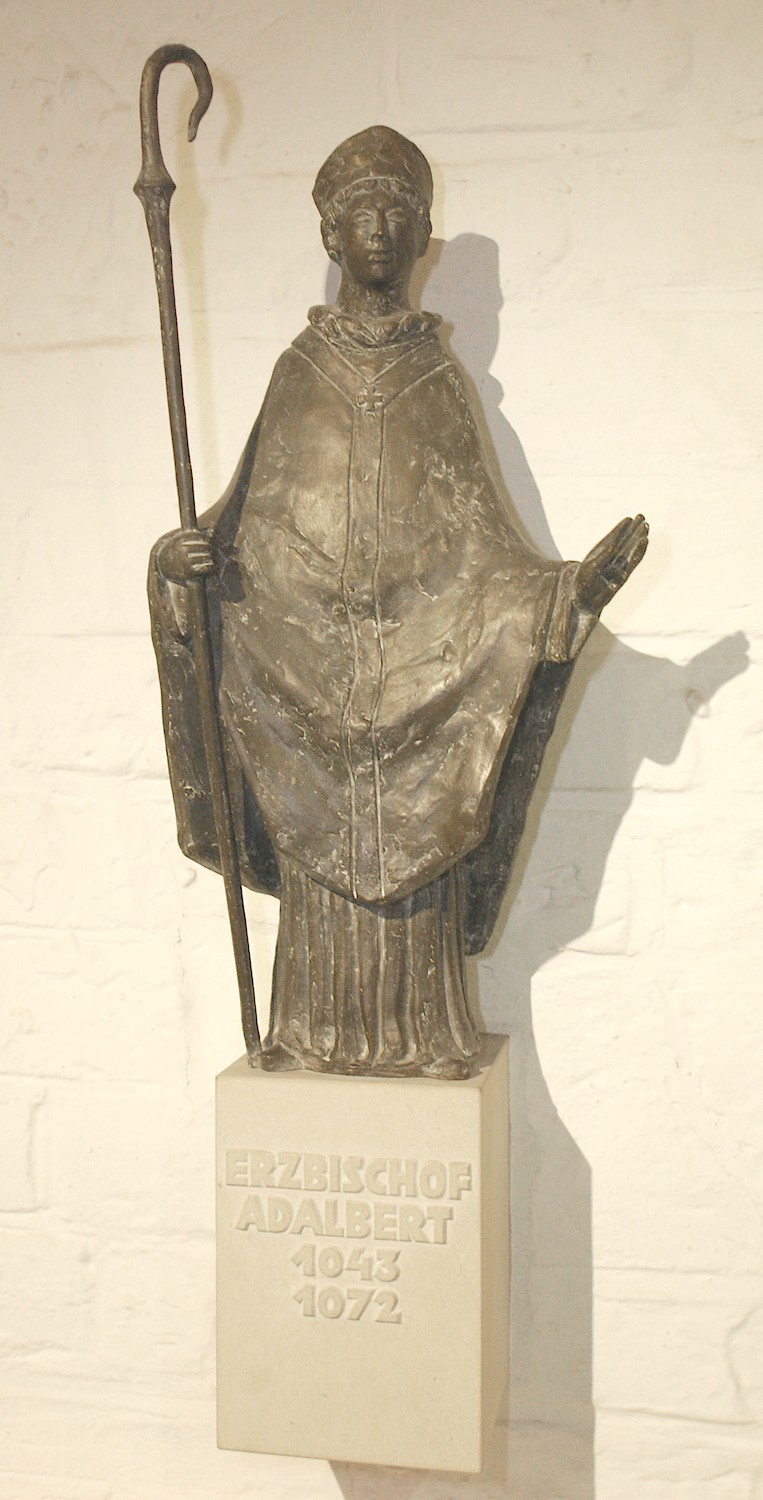
Erzbischof Adalbert von Bremen

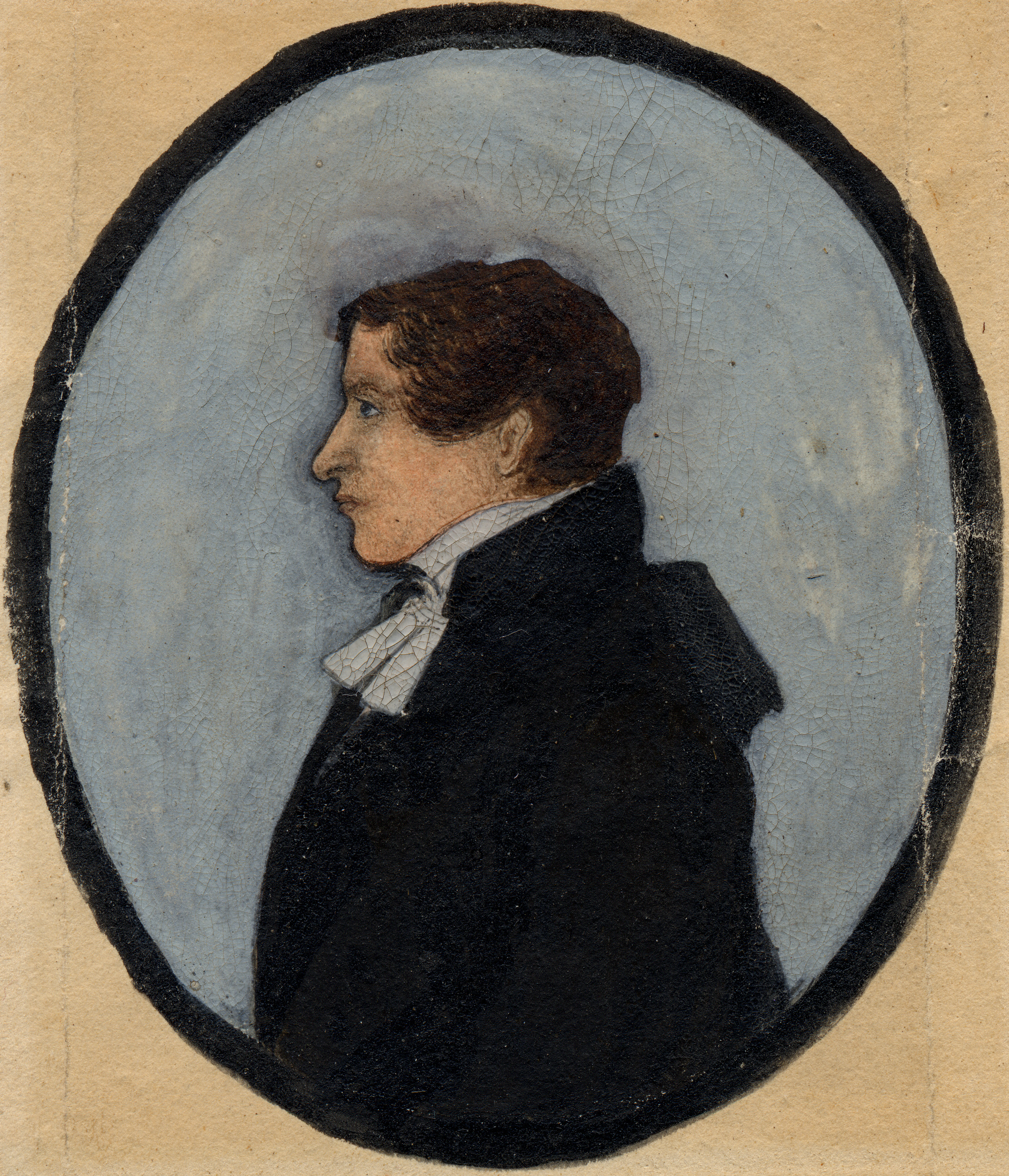
Eduard Crusius (um 1830)

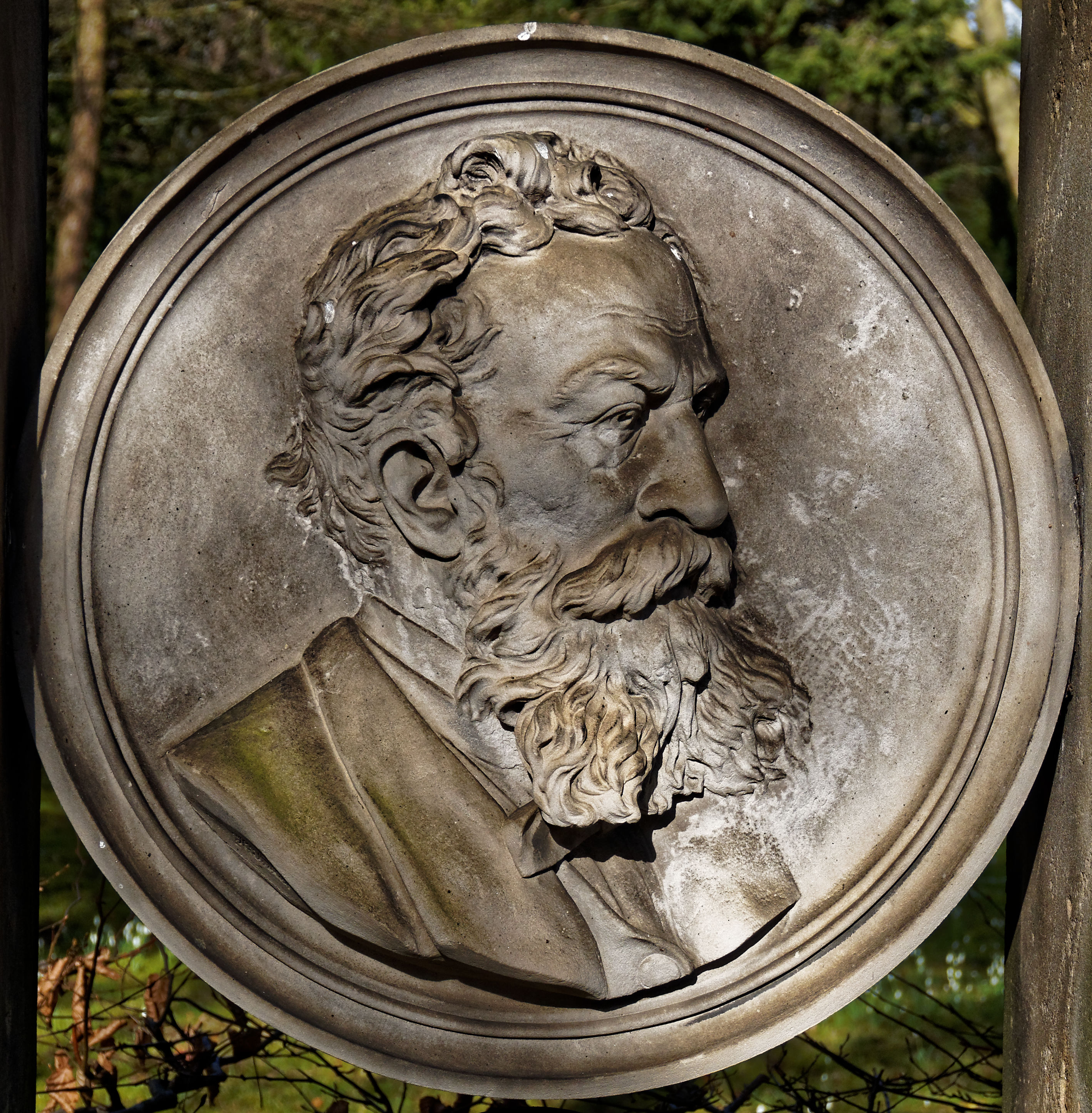
Wilhelm Ripe

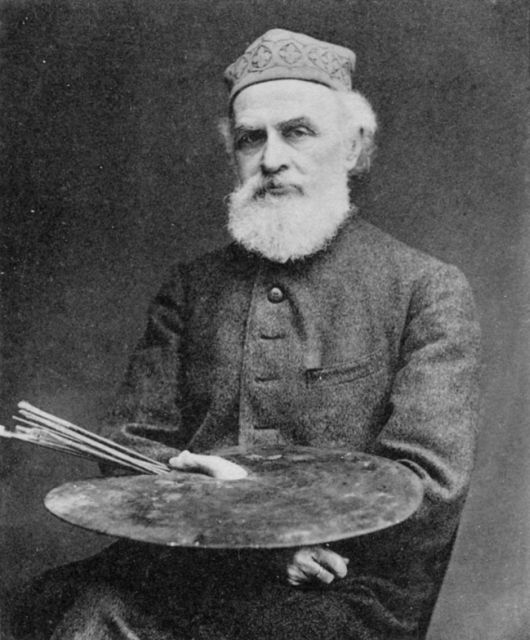
Hermann Wislicenus (um 1895)

Themistokles von Eckenbrecher (1912)

- Gisela von Schwaben († 1043), seit 1024 deutsche Königin und seit 1027 deutsche Kaiserin als Ehefrau des Königs und Kaisers des römisch-deutschen Reiches Konrad II.
- Mathilde von Schwaben († 1060), als Ehefrau Rudolfs von Rheinfelden Herzogin von Schwaben[4]
- Adalbert von Bremen († 1072), von 1043 bis 1072 Erzbischof von Hamburg-Bremen und eine der führenden Persönlichkeiten des Reiches zur Zeit Heinrichs IV.
- Johannes Amandi († 1530), lutherischer Theologe und Reformator
- Eberhard Weidensee († 1547), lutherischer Theologe und Reformator der Stadt Magdeburg
- Theodor Grusenberg († 1699), Altphilologe und lutherischer Theologe
- Bernhard Goeken († 1726), Augustiner-Chorherr, Propst von Grauhof und Erbauer der barocken Stiftsgebäude, Generalprior der Windesheimer Kongregation, gestorben in Grauhof
- Johann Christoph Röder († 1813), Bergmeister
- Carl Cleve († 1860), Verwaltungsjurist und Landwirt, gestorben in Grauhof
- August Wilhelm Papen († 1858), Militäringenieur, Geodät und Kartograf
- Ferdinand von Witzleben († 1859), preußischer Generalleutnant, Kommandeur der 12. Division und Besitzer der Rittergüter Jamke und Sorge
- Eduard Crusius († 1861), lutherischer Pfarrer, Schriftsteller und Historiker, gestorben in Immenrode
- Wilhelm Ripe († 1885), Maler und Grafiker
- August List († 1890), Kaufmann und Politiker (NLP), Mitglied des Deutschen Reichstages
- Hermann Wislicenus († 1899), Maler
- Hugo Luther († 1901), Maschinenbau-Ingenieur und Unternehmer
- Eduard August Borchers († 1902), Markscheider und Bergrat beim Berg- und Forstamt Clausthal
- Otto Gilbert († 1911), Bibliothekar und Althistoriker
- Hermann Prietze († 1911), Bergwerksdirektor und Politiker (NLP), Mitglied des Deutschen Reichstages
- Julius Dominicus Berendes († 1914), Apotheker und Pharmazie- und Medizinhistoriker
- Uvo Hölscher († 1914), ab 1886 Professor am Ratsgymnasium, 1887 Leiter des Stadtarchivs Goslar, Stadthistoriker
- Emil von Höegh († 1915), Optiker, der für die Berechnung eines photographischen Objektives mit der Bezeichnung Dagor bekannt ist
- Hermann Horn († 1918), Fabrikbesitzer, Politiker (NLP) und Mitglied des Deutschen Reichstags
- Themistokles von Eckenbrecher († 1921), Landschafts- und Marinemaler der Spätromantik und des Historismus
- Kurt Kruge († 1926), preußischer Offizier, zuletzt Generalleutnant
- Carl Zimmermann († 1930), Landschafts-, Tier- und Jagdmaler
- Felix Hoesch († 1933), Landwirt, Gutsbesitzer, Politiker (Deutschkonservative Partei, DNVP) und Mitglied des Deutschen Reichstags.
- Wilhelm Lattmann († 1935), Politiker (DSP, DSWV, DNVP)
- Albert von Werder († 1936), preußischer General der Kavallerie
- Hermann Menge († 1939), Altphilologe, Pädagoge und Verfasser einer nach ihm benannten Bibelübersetzung, der sogenannten Menge-Bibel
- Elly Allesch geb. Reuss († 1944), Schriftstellerin
- Hans von Kessel († 1945), preußischer Generalmajor und zuletzt bis 1919 Direktor des Allgemeinen Kriegsamts im Kriegsministerium
- Ernst von Oven († 1945), preußischer Offizier, zuletzt General der Infanterie der Reichswehr
- Wilhelm Bornhardt († 1946), Geologe, Forschungsreisender, Bergbeamter und Montanhistoriker
- Julius Köhler († 1947), evangelisch-lutherischer Theologe, erster Hof- und Schlossprediger und Geheimer Konsistorialrat in Hannover
- Theodor Thannhäuser († 1950), Bürgermeister von Salzgitter
- Gerhard Tappen († 1953), Offizier, zuletzt General der Artillerie
- Ernst Adolph († 1955), Generalmajor der deutschen Wehrmacht im Zweiten Weltkrieg
- Heinrich Gahrns († 1955), Politiker (CDU) und Abgeordneter des ernannten Braunschweigischen Landtages
- Arndt von Kirchbach († 1963), evangelisch-lutherischer Theologe
- Helmut Reinke († 1969), Politiker (NSDAP) und Staatssekretär
- Rudolf Sprung († 2015), Politiker (CDU) Bundestagsabgeordneter und Staatssekretär
- Helmut Krauss († 2019), deutscher Schauspieler

## Persönlichkeiten, die mit der Stadt in Verbindung stehen
- Heinrich III. (1039–1056), römisch-deutscher König und Kaiser; Goslar war seine Lieblingspfalz
- Nikolaus von Amsdorf (1483–1565), evangelischer Theologe; wirkte 1528 bei der Reformation in Goslar mit
- Johann Vogt (gestorben um 1625), Gründer der ersten Druckerei in Goslar
- Christian Konrad Wilhelm von Dohm (1751–1820), preußischer Diplomat, Staatskommissar in Goslar 1802–1804
- William Wordsworth (1770–1850), britischer Dichter; verbrachte den Winter 1798/99 in Goslar und begann dort sein Hauptwerk The Prelude
- Hermann Wislicenus (1825–1899), Kunstmaler; malte den Kaisersaal der Pfalz aus und starb in Goslar
- Alexander Grundner-Culemann (1885–1981), leitete von 1921 bis 1952 das Stadtforstamt und war von 1952 bis 1958 Oberbürgermeister
- Max Drischner (1891–1971), Komponist, Kantor, Organist und Cembalist, lebte von 1955 bis 1971 in Goslar und erhielt 1956 den Kulturpreis der Stadt
- Erwin Rommel (1891–1944), wurde 1933 Kommandeur des III. Bataillons des 17. Infanterieregiments in Goslar
- Hermann Carl Starck (1891–1974), Unternehmer in Goslar (heute Metallurgie Park Oker) und Mäzen
- Ernst Jünger (1895–1998), Schriftsteller, lebte in den 1930er Jahren mehrere Jahre in Goslar
- Katharina von Kardorff-Oheimb (1879–1962), Geschäftsfrau, Unternehmerin, Jägerin und Politikerin; kam 1918 nach Goslar, wo sie im Achtermann auf eigene Kosten politische Kurse abhielt
- Franz Flintrop (1920–2012), Philosophieprofessor, Hochschulrektor und engagierter Katholik; war am Aufbau der Katholischen Akademie St. Jakobushaus in Goslar beteiligt
- Johnny Bruck (1921–1995), Zeichner (z. B. Perry-Rhodan-Titelbilder); lebte von 1945 bis 1959 in Goslar, arbeitete unter anderem für die Goslarsche Zeitung
- Joop Bergsma (1928–2011), römisch-katholischer Geistlicher und Theologe; leitete von 1963 bis 1969 die Katholische Akademie St. Jakobushaus in Goslar
- Nikolaus Wyrwoll (* 1938), römisch-katholischer Geistlicher und Theologe; leitete von 1969 bis 1976 die Katholische Akademie St. Jakobushaus in Goslar
- Axel Kutsch (* 1945), Schriftsteller; arbeitete von 1976 bis 1979 als Redakteur bei der Goslarschen Zeitung
- Rainer Popp (* 1946), Schriftsteller, Journalist und TV-Manager; absolvierte von 1968 bis 1970 ein zweijähriges Volontariat bei der Goslarschen Zeitung
- Ewald Schnug (* 1954), Agrarwissenschaftler, Hochschullehrer und Forscher, Ehren-Präsident des Internationalen Wissenschaftlichen Zentrums für Düngung (CIEC), lebt seit 1992 in Goslar
- Peter Gerloff (* 1957), römisch-katholischer Geistlicher, Komponist und Texter von Kirchenliedern
- Silvia Hildegard Haneklaus (* 1959), Agrarwissenschaftlerin, lebt seit 1992 in Goslar
- Jörg Neunhäuserer (* 1969), deutscher Mathematiker, lebt seit 2000 zumeist in Goslar
- Jenny Rasche (* 1983), deutsche Sozialarbeiterin, in Rumänien tätig, bestand 2003 in Goslar das Fachabitur